# ارتيوم دولغوبيات
ارتيوم دولغوبيات (مواليد 16 يونيو 1997) هو لاعب جمباز فني إسرائيلي -أوكراني المولد، فاز بالميدالية الذهبية في أولمبياد 2020.